# Šarok
Šarok (mađ. Sárok) je selo u južnoj Mađarskoj.
Zauzima površinu od 4,62 km četvorna.

## Zemljopisni položaj
Nalazi se na 45°50'28" sjeverne zemljopisne širine i 18°36'41" istočne zemljopisne dužine, jugozapadno od Mohača, uz hrvatsko-mađarsku granicu. Ivandarda je 2 km zapadno, Bezedek je 3,5 km sjeverno. Udaljeno je 37 km cestom od Kneževa u Hrvatskoj.

## Upravna organizacija
Upravno pripada Mohačkoj mikroregiji u Baranjskoj županiji. Poštanski broj je 7781.

## Kultura
Žetvene svečanosti koje se održavaju polovicom kolovoza i natjecanje konjskih zaprega koje se održava od 2005.

## Stanovništvo
U Šaroku živi 180 stanovnika (kolovoz 2006.).
| God.  | Stanovnika |
| 1900. | 491        |
| 1930. | 278        |
| 1976. | 211        |
| 2001. | 168        |
| 2002. | 170        |
| 2006. | 170        |

## Vanjske poveznice
- (mađ.) Sárok Önkormányzatának honlapja   Arhivirana inačica izvorne stranice od 27. siječnja 2007. (Wayback Machine)
- (engl.) Šarok na fallingrain.com